# Universidad Central de Venezuela Fútbol Club
Maillots
Actualités
L’Universidad Central de Venezuela Fútbol Club est un club vénézuélien de football.

## Histoire
Fondé en 1950, l'UCV est un des plus anciens clubs du Venezuela. Il fait partie des six clubs ayant pris part au premier championnat de l'ère professionnelle, en 1957, championnat que le club remporte. 
Chose étonnante, le club ne défend pas son titre l'année suivante et ne participe à nouveau au championnat qu'en 1962, où il échoue en finale nationale, face au Deportivo Portugués. 
Sa troisième apparition date de la saison 1985, où il termine à la dernière place mais évite la relégation. Grâce à l'absence de relégation, l'UCV joue trois saisons consécutives en première division, jusqu'en 1987-1988, où sa dernière place au classement général condamne l'équipe à la descente en Segunda A.
Le club fait son retour en Primera Division en 2021.

## Palmarès
- Championnat du Venezuela :
  - Amateur : 1951, 1953
  - Professionnel : 1957